# Sjukdomsmodifierande läkemedel
Sjukdomsmodifierande läkemedel eller DMARD (av engelskans disease-modifying antirheumatic drugs) är en kategori av annars obesläktade läkemedel som definieras av sin användning vid reumatoid artrit och andra reumatiska sjukdomar. Termen finner ofta sin mening i motsats till icke-steroida antiinflammatoriska läkemedel och steroider. Termen överlappar med antireumatika, men de två termerna är inte synonymer. 
Begreppet "disease-modifying" har funnits så tidigt som 1976. Förkortningen DMARD var i bruk 1980, och blev så småningom ett separat ord. Andra ord som har använts för att beteckna samma läkemedel, har så småningom slopats.

## Exempel och underkategorier
Exempel på DMARD-preparat är guldsalter, metotrexat, sulfasalazin, klorokinpreparat, leflunomid, ciklosporin, och penicillamin.
Nya läkemedel är TNF-alfablockare och lösliga TNF-alfareceptorer som infliximab, adalimumab och etanercept.
De två grupperna DMARD-preparat särskiljs av att den förstnämnda kallas "syntetiska DMARD-preparat" (sDMARDs) medan den senare betecknas som "biologiska DMARD-preparat" (bDMARDs).